# مجسم الألوان

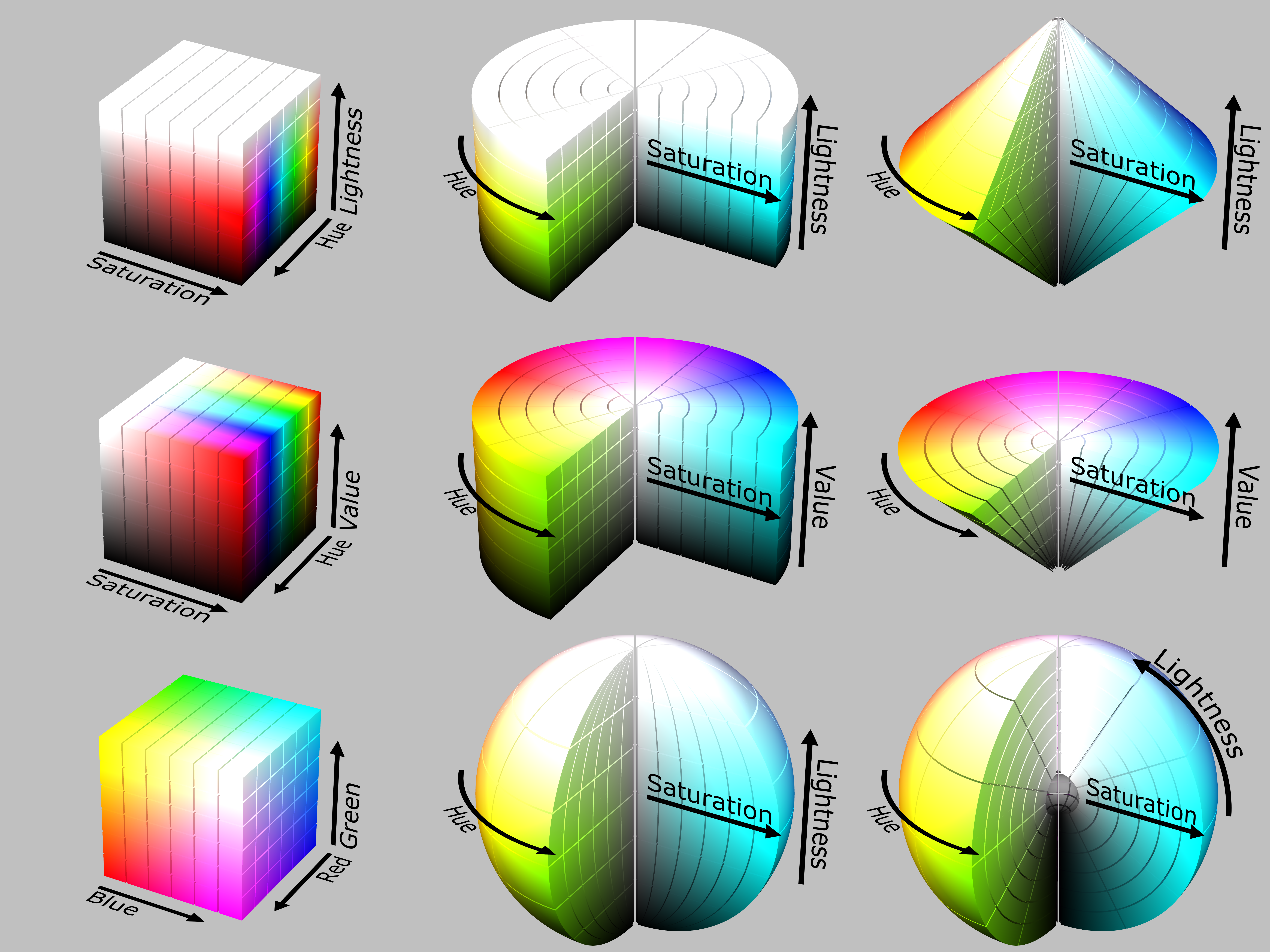
مقارنة بين تسعة مجسمات مختلفة للألوان للنماذج اللونية: النموذج اللوني ص ش ض، النموذج اللوني ص ش ق، النموذج اللوني أحمر أخضر أزرق

مجسم الألوان (بالإنجليزية: Color solid)‏: هو تمثيل ثلاثي الأبعاد لذلك الجزء من الفضاء اللوني الذي يمكن صنعه وتكوينه بواسطة أجسام ملونة. ومجسم الألوان يماثل دولاب الألوان ثنائي البعد. يعطي البعد الفراغي المضاف تصورا لتفاوت اللون وفق هذا البعد. فبينما يصف دولاب الألوان ثنائي البعد التغيرات في صبغة اللون (أحمر، وأخضر، وأزرق، إلخ.) و إضاءة اللون (التفاوت بي الضوء والظلام)، يضيف مجسم الألوان متغيرا جديدا هو الإشباع الذي يسمح للكرة بتصوير أي لون يمكن تخيله في بنية منظمة ثلاثية الأبعاد.

## تفصيل
| |  |                                       |
| الكرة اللونية لفيليب أوتو رونغ، 1810، تظهر سطح الكرة الخارجي (الصورتان العلويتان)، والمشهد العلوي والسفلي للمقطع العرضي (الصورتان السفليتان). |  | الكرة اللونية لألبرت هنري مونسل، 1900 |

قام علماء اللون كل على حدى بتصميم مجسم الألوان الخاص بهم. وأغلب هذه المجسمات أخذت الشكل الكروي، في حين أخذ البعض الآخر مجسما ناقصا ثلاثي الأبعاد، وقد نتج بعض الاختلاف في التصميم من أجل التعبير عن بعض سمات علاقة الألوان ببعضها. إن كرة الألوان التي تخيلها كل من فيليب أوتو رونغ و يوهانز إيتن هي أمثلة نموذجية ونموذج بدئي للعديد من مجسمات الألوان الأخرى. ونماذج رونغ وإيتن متطابقة جوهريا وتشكل أساس ما سيشرح لاحقا.
الصِبغات النقية والمشبعة متساوية الإضاءة تتوضع على خط الاستواء للسطح الخارجي للكرة اللونية. كما في دولاب الألوان، تتوضع الصِبغات المكملة على وجه متقابل. وإذا تحركنا باتجاه مركز الكرة على خط الاستواء، تصبح عندها الألوان أقل فأقل إشباعا، حتى تتلاقى الألوان جميعها عند محور الكرة معطية لونا رماديا حياديا. فإذا تحركنا شاقوليا في الكرة اللونية، تصبح الألوان أكثر (نحو الأعلى) أو أقل (نحو الأسفل) إضاءة. وعند القطب العلوي، تتلاقى جميع الألوان لتعطي اللون الأبيض، في حين أنها تعطي اللون الأسود عند تلاقيها في القطب السفلي.
المحور الشاقولي للكرة اللونية رمادي على طوله، متفاوتا من الأسود في الأسفل إلى الأبيض في الأعلى. تتوضع جميع الألوان النقية (المشبعة) على السطح الخارجي للكرة، وتتباين من الأبيض في الأعلى إلى الأسود في الأسفل. جميع الألوان غير النقية (الصبغات غير المشبعة التي تنتج بمزج الألوان المتضادة) تتوضع داخل الكرة، و تتفاوت إضاءتها بطريقة مماثلة من الأعلى (أبيض) إلى الأسفل (أسود).